# John Meulenhoff
Jan Rudolph (John) Meulenhoff (Amsterdam, 6 september 1906 - aldaar, 5 juni 1978) was een Nederlands uitgever. Hij volgde zijn vader, J.M. Meulenhoff, op in Uitgeverij Meulenhoff. De bekendste uitgave onder zijn leiding was Een voetreis naar Rome van Bertus Aafjes. Ook gaf hij Raymond Brulez, Maurice Gilliams en de vroegste werken van Willem Frederik Hermans uit.

## Loopbaan
Na gewerkt te hebben bij boekhandels in Amsterdam en Haarlem, stapte Meulenhoff over naar Stoomvaart Mij. 'Nederland', waarvoor hij naar Haarlem en Nederlands-Indië aandeed. In 1931 keerde hij terug naar het boekenvak en werkte bij boekhandels te Leipzig, Parijs en Londen.
In 1934 kwam hij bij zijn vader, J.M. Meulenhoff, in de zaak aan het Rokin 44. In 1936 werd hij onderdirecteur en vanaf juli 1937 directeur.
In 1939 bracht Arthur van Schendel de dichter Adriaan Morriën onder Meulenhoffs aandacht. Omdat die in armoede leefde, bood Meulenhoff hem een baan aan als boekverkoper in de winkel beneden de uitgeverij. In 1940 begon Meulenhoff het tijdschrift Criterium, waarin een 'romantisch realisme' centraal stond en waarvan Morriën een regelmatig medewerker werd, waardoor de relatie tussen de twee erg goed werd.
In de oorlog trachtte Meulenhoff zijn medewerkers buiten de Arbeitseinsatz te houden. Criterium verscheen tot 1942. Tegen het einde van de oorlog was hij voornemens de heroprichting voor te bereiden. Toen Morriën hem met hetzelfde idee benaderde, bood Meulenhoff hem meteen een redactieplaats aan in dit 'algemeen cultureel tijdschrift'.. Meulenhoff stuurde potentiële medewerkers bij Morriën langs, waaronder in oktober 1944 Hermans. In 1946 trad Hermans tot de redactie toe. Meulenhoff was niet blij met diens feuilleton De tranen der acacia's en diens polemische kritieken en zag hem het liefst vertrekken. Had Meulenhoff dit van tevoren allemaal geweten, meent Morriënbiograaf Molin, dan had hij Hermans in de oorlog nooit naar Morriën gestuurd als potentiële medewerker. Nadat Hermans Morriën in 1948 vanwege diens vakantie had vervangen als redactiesecretaris, raakte hij in conflict met Meulenhoff, die vond dat Hermans zich te veel als de baas over het blad opstelde. In 1949 hield Meulenhoff het tijdschrift voor gezien, omdat Criterium niet het algemeen culturele periodiek was geworden dat hem voor ogen had gestaan en in de loop van 1948 het abonneebestand drastisch slonk.
In de jaren meteen na de oorlog gaf hij het culturele  uit. In de redactie zaten onder meer Adriaan Morriën en Willem Frederik Hermans.
In 1965 trad hij af als directeur en werd hij commissaris.
Volgens medewerker Rienk Visser beschikte Meulenhoff over 'een uiterst scherp en fijn gevoel voor kwaliteit' en voor de 'innerlijke kracht van het ware en het goede'.

## Overige belangrijke uitgaven
- J.J. van Bolhuis, C.D.C. Brandt, H.M. van Randwijk e.a. (red.), Onderdrukking en Verzet. Nederland in oorlogstijd, 4 delen, 1949-1954